# Electronic Communication Network
Electronic Communication Network (ECN) — электронная система осуществления сделок купли-продажи биржевых товаров, которая пытается устранить роль посредников. ECN связывает ведущих брокеров и отдельных трейдеров между собой, чтобы они могли торговать напрямую, минуя биржевые механизмы посредников.

## Главные особенности ECN
Все заявки, вводимые в ECN, поступают в единую книгу заявок (ордеров), представляющую собой базу данных. В основе любой ECN лежит система «подбора соответствующих заявок» (order matching system), позволяющая автоматически исполнять противоположные (на покупку и на продажу) приказы при совпадении их некоторых параметров (актив, цена, количество).
ECN относятся к электронным системам торговли с прямым доступом, то есть посредством данной системы заявка от имени клиента напрямую поступает на рынок. В этом заключается основное отличие ECN от брокера, который выступает посредником — обрабатывает заявку в своей внутренней системе и выводит её на рынок уже от своего имени.
ECN глобализирует рынок, так как позволяет проводить операции за рамками рабочего времени конкретной местности.
Очевидными достоинствами таких электронных систем являются:
- возможность ежедневных и круглосуточных торгов, участники торгов могут находиться в самых разных часовых поясах;
- расширение количества участников торгов, предлагающих свои котировки;
- оперативное снабжение участников всей необходимой торговой информацией;
- открытость для участников, которые раньше не имели прямого доступа к торгам и не могли конкурировать с брокерами. Приказы даже частных лиц, отданные через ECN появляются на рынке и могут влиять на его динамику;
- прозрачность, то есть все поступившие заявки отражаются в системе, и информация по ним доступна всем участникам-подписчикам. Кроме того, лучшая заявка попадает на рынок (на конкретную торговую площадку) от имени ЕСN, имеющей статус маркет-мейкера, т.е. ЕСN выступает обезличенным брокером для своих клиентов-подписчиков, которые огромное число сделок просто делают между собой.

Электронная торговля требует обеспечить повышенную надежность и безопасность, в том числе обеспечение конфиденциальности информации об участниках и совершаемых ими сделках. Этому уделяется большое внимание в ECN. Применяются различные технологии верификации пользователей, разделения полномочий и доступа, шифрования данных.

## Currenex
Currenex — первая независимая и открытая ECN-система, была создана в 1999 г. в Калифорнии, и теперь её офисы расположены в Чикаго, Нью-Йорке, Лондоне и Сингапуре. Система позволяет осуществлять операции по спотовым сделкам, форвардным и своп-сделкам.
Участвовать в торгах через Currenex имеют право лишь прошедшие регистрацию лица. Членами Currenex могут быть банки, казначейские департаменты компаний, менеджеры по управлению корпоративными финансами, государственные ведомства, международные организации и центральные банки. В настоящее время в число членов Currenex входят такие мощные корпорации, как Autodesk, Compaq, Ericsson, Intel Corporation и порядка 40 ведущих мировых банков, выступающих в роли маркет-мейкеров, включая ABN Amro, Barclays Capital и Merrill Lynch.
Currenex не проводит расчёты между участниками, а лишь обеспечивает для участников формирование поручений на списание средств с их счетов.
Currenex обеспечивает своих участников новостями, информацией о состоянии рынка иностранной валюты, исследовательской и аналитической информацией.
Есть несколько стандартных типов заявок: «ограниченная», «рыночная», «не хуже, чем» и «остановить убытки».

## Atriax
Atriax — независимая компания, крупнейшими акционерами которой являлись такие корпорации, как Citibank, Deutsche Bank, JPMorgan и Reuters. Была создана в Великобритании в июне 2001 года и располагалась в Лондоне. Прекратила своё существование в апреле 2002 года.
Членами биржи могли быть корпорации, финансовые учреждения и банки со всего мира (физические лица к торгам не допускались). Членство на этой бирже получили около 60 ведущих банков.
Основным поставщиком новостей и сопутствующей рыночной информации являлся Reuters. Помимо этого они получали исследования и прогнозы ситуации на рынке, составленные банками-членами.
В отличие от Currenex, на которой возможна торговля любыми валютами, на Atriax торговались 43 валюты.
Система Atriax позволяла осуществлять операции по спотовым сделкам, форвардным и своп-сделкам.  В планы входило обеспечение возможности заключения сделок «форвард-форвард», расчётных форвардов и валютных опционов.
Atriax делила участников торгов на прайс-мейкеров (price-maker) — участников, определявших цены на рынке иностранной валюты, и прайс-тейкеров (price-taker) — участников, принимавших цены, предлагаемые прайс-мейкерами. Прайс-тейкеры посредством Интернета участвовали в торгах, организуемых Atriax, бесплатно. С прайс-мейкеров взимался сбор за проведенную сделку в процентном отношении к объему сделки.

## Список самых известных ECN нафондовом рынкеСША
- ARCA — Archipelago ECN (E-Trade; Goldman Sachs; Townsend Analytics; TerraNova; Southwest Securities)[источник не указан 1496 дней]
- ATTN — Attain ECN (All-Tech Investments)
- BRUT — Brass Utility ECN (SunGard; Merrill Lynch; Morgan Stanley; Dean Witter; Goldman Sachs; Knight Trimark)
- BTRD — Bloomberg Trade Book ECN (Bloomberg)
- INCA — Instinet ECN (Reuters)
- INET — Instinet ECN
- ISLD — Island ECN (Datek On-line)
- MWSE — Chicago Stock Exchange
- NTRD — Nextrade ECN
- REDI — Spear Leeds & Kellogg ECN
- STRK — Strike Technologies ECN (Bear Stearns; Lehman Brothers; J.P. Morgan; Donaldson, Lufkin & Jenrette; Salomon Smith Barney; Bridge Data; Herzog, Heine, Geduld; Sun Microsystems)
- MKXT — Market XT ECN
- SDOT — NYSE ECN[источник не указан 1496 дней]